# بخش اینشوپینگ
بخش اینشوپینگ (به سوئدی: Enköpings kommun) یک ناحیه شهری در سوئد است که در شهرستان اوپسالا واقع شده‌است.

## خواهرخوانده
شهرهای Esbjerg Municipality, Neskaupstaður, Fjarðabyggð، هاپسالو، یورمالا، ییواسکیلا، استاوانگر، ارلانگن، لوتون، گاتچینا، لووف، بریجتون، نیوجرسی، Usangi، لینیای و میسور خواهرخوانده‌های بخش اینشوپینگ هستند.